# Бансурі
Ба́нсурі (гінді बाँसुरी; санскр. वेणुवाद्यम्) — індійський духовий музичний інструмент, різновид флейти. Інструмент поширений в Індії, Пакистані, Бангладеш та Шрі-Ланці. Бансурі виготовляють з порожнього стебла бамбука з шістьма або сімома отворами.
Існує два різновиди інструменту: поперечна і поздовжня. Поздовжня зазвичай використовується в народній музиці і при грі утримується губами, як свисток. Поперечну найчастіше використовують в індійській класичній музиці.

## Назва
Назва бансурі походить від сполучення двох санскритських слів: банс (बाँस) — «бамбук»; і сур (सुर) — мелодія.

## Історія
Бансурі — стародавній музичний інструмент, що асоціюється з пастухами та їхніми традиціями, він тісно пов'язаний з історією Крішни і Радги, а також відображений у творах буддійського живопису, починаючи приблизно з 100 року н. е. Бансурі під назвою вену шанується як божественний інструмент Крішни і часто асоціюється з Раса-лілою; у міфології згадується, як мелодії, які виконував Крішна на флейті, приваблювали і зачаровували не тільки жінок, але і тварин. Бансурі традиційно використовувався також як інструмент для акомпанементу, наприклад, в музиці до фільмів.
Пандит Панналал Гхош (1911—1960) зміг перетворити бансурі зі звичайного народного інструменту в інструмент серйозної класичної музики. Він експериментував з довжиною, діаметром і кількістю отворів бансурі і прийшов до висновку, що довші і ширші в діаметрі бансурі дозволяють краще використовувати низькі октави.

## Виготовлення

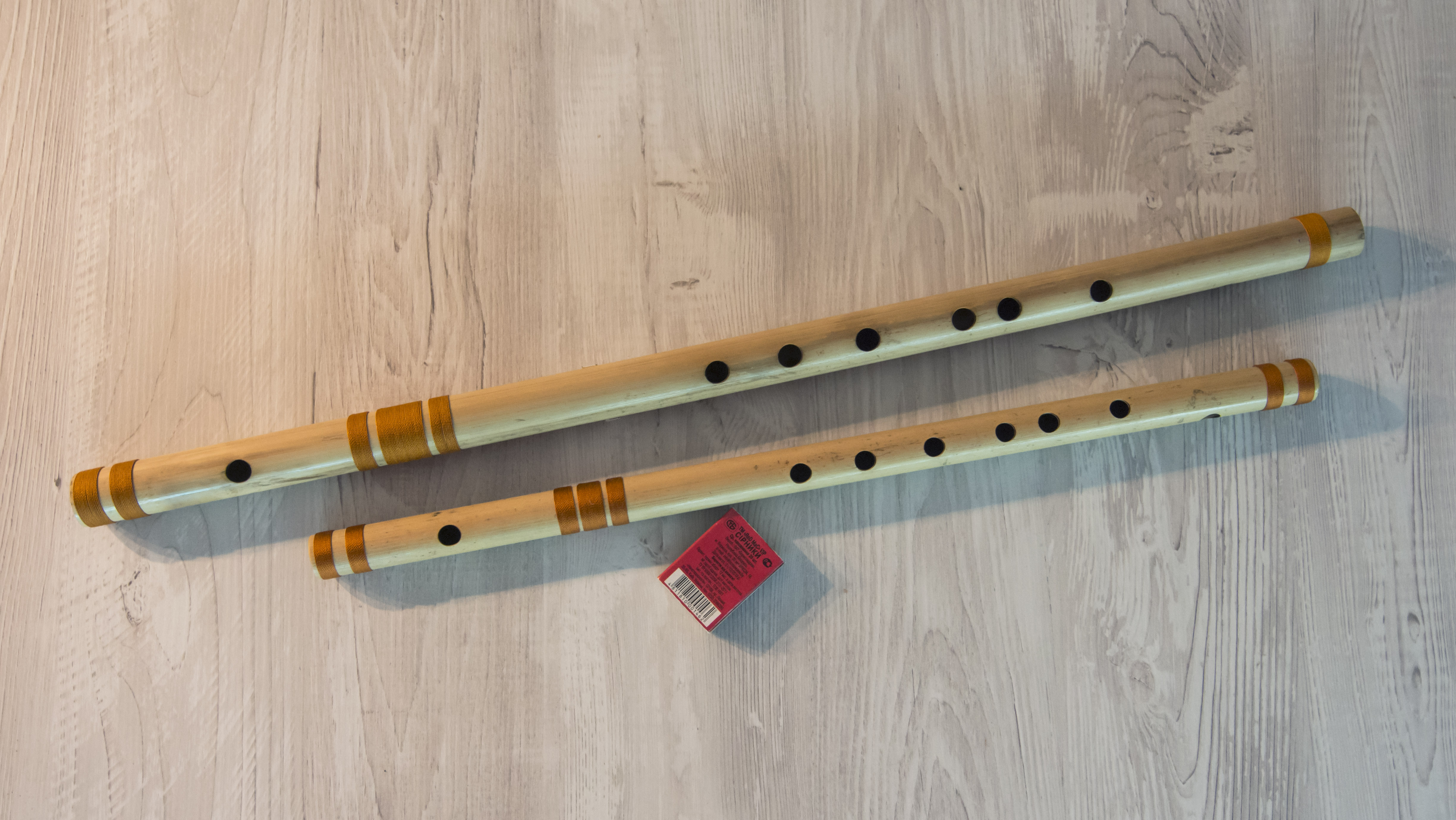
Любительські бансурі тональностей B4 та G4 («сі» та «соль» четвертої октави). Країна походження: Непал

Виготовлення бансурі є складним мистецтвом. Бамбук, придатний для створення бансурі, повинен володіти відразу декількома властивостями: мати тонкі стінки, бути прямим з однаковим круглим поперечним перерізом і довгими міжвузлями. Так як важко знайти стебла бамбука, що відповідають всім цим вимогам, то хороші бансурі рідкісні і дорогі. Відповідні види бамбука (наприклад, Pseudostachyum) властиві лісам Ассаму і Керали.

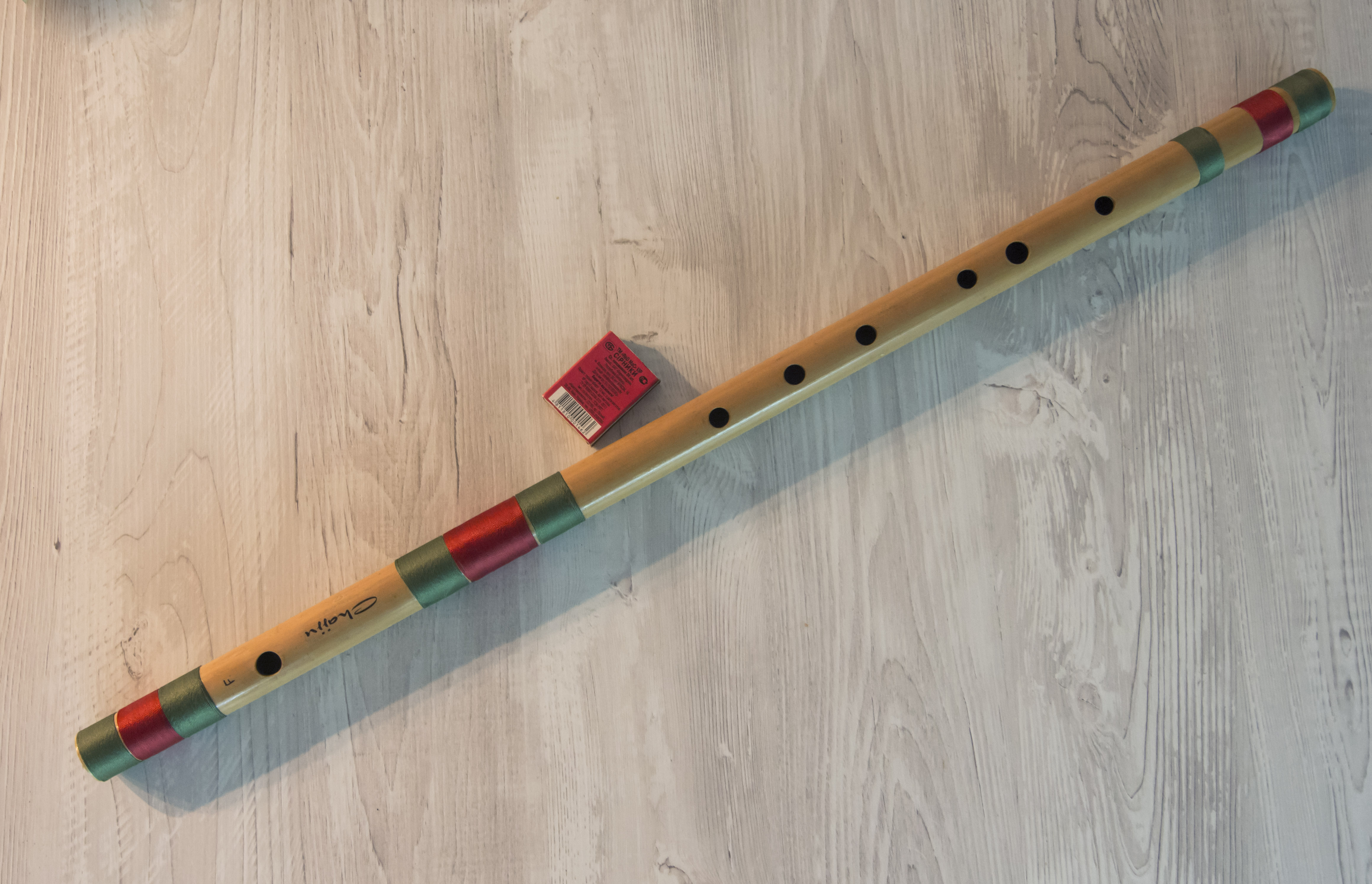
Професійна бансурі тональності F4 («фа» четвертої октави). Країна походження: Індія

Після підбору відповідних зразків бамбук висушується та обробляється натуральними оліями та смолами для зміцнення деревини. Коли зразок готовий, майстри оцінюють якість трубки і вимірюють її зовнішній та внутрішній діаметри. З використанням спеціальної формули на основі отриманих розмірів обчислюють розташування та розміри майбутніх отворів і намічають їх положення на трубці. Існує спеціалізоване програмне забезпечення [Архівовано 11 листопада 2020 у Wayback Machine.] для розрахунку положення та розмірів отворів. Отвори в деревині пропалюють розжареними металевими стрижнями різних діаметрів. Висвердлювання та інші методи не використовуються, так як вважається, що це може порушити орієнтацію волокон, а тріщини погіршують якість звучання. Коли отвори готові, в кінець трубки, де знаходиться отвір для дуття, вставляється корок. Після цього майстри проводять тонке налаштування інструменту, змінюючи за необхідності розміри отворів. На завершення всі отвори шліфуються, бансурі занурюється в суміш натуральних олій, очищається, висушується і обв'язується шовковими або нейлоновими нитками для запобігання деформаціям, спричиненими змінами вологості та температури середовища.
Також існують бансурі, виготовлені з ПВХ. Вони значно простіші у виробництві, а тому дешевші за аналогічні бамбукові інструменти.

## Гра на бансурі

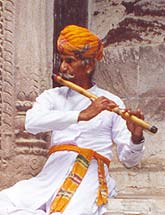
Гра на бансурі

Бансурі варіюються у довжині від 12 дюймів (називаються муралі) до 40 дюймів (шанкга-бансурі). Від довжини і товщини бансурі залежить і її настроювання — чим вона довша, тим нижчі звуки можна з неї отримати. Тональність бансурі визначається за сварою Са — на бансурі ця свара звучить при затисканні трьох ближніх отворів. Найпоширеніші 20-дюймові моделі. Для гри на бансурі з шістьма отворами використовуються вказівні, середні і безіменні пальці обох рук. Якщо у бансурі сім отворів, то використовується і мізинець однієї з рук.

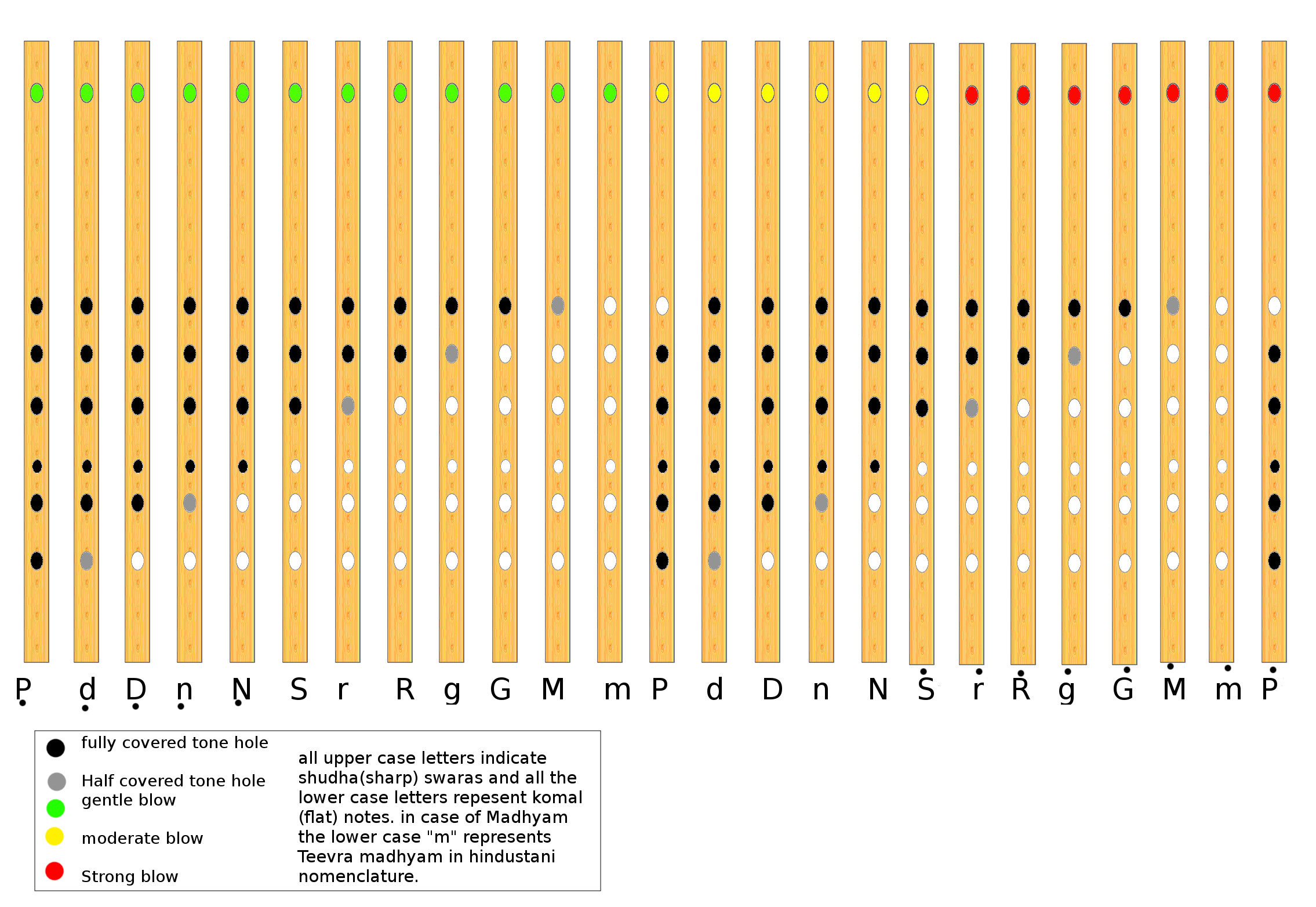
Схема розташування нот (свар) на бансурі

Традиційно в індійській класичній музиці гра на бансурі супроводжується акомпанементом з тамбури і табли.
Звук в бансурі народжується коливаннями стовпчика повітря всередині інструменту. Довжина цього стовпчика варіюється в залежності від закривання або залишення відкритими різних отворів бансурі. Іноді отвори закриваються лише наполовину для створення бемольних або дієзних нот. Існують спеціальні прийоми щодо закриття отворів на інструменті. Найбільш популярні з них стилі Панналала Гхоша (закриття отворів самими кінчиками пальців) і Гаріпрасада Чаурасії (закриття подушечками або середніми фалангами пальців). Висота звуку також визначається маніпуляціями з мундштуком і «передуванням» (більш сильним вдуванням повітря тонкішим струменем). При передуванні висота ноти збільшується на октаву. У поперечній версії бансурі також можна варіювати кут, під яким вдувається повітря у отвір. Цей прийом дозволяє змінювати висоту звуку у межах половини тону.
Серед найвідоміших майстрів гри на бансурі є Панналал Гхош, Гаріпрасад Чаурасія, Віджай Рагхав Рао, Девендра Мурдешвар, Рагхунатх Сет тощо.